# TV Eitra
TV Eitra ist ein hessischer Sportverein aus Eitra (Hauneck), der Anfang der 1990er Jahre durch die Erfolge seiner Handballabteilung bekannt wurde. So spielte er für drei Saisons in der 1. Bundesliga.
Der TV Eitra feierte seine größten Erfolge Anfang bis Mitte der 1990er Jahre. Besonderes Aufsehen erregte, dass der von Trainer Željko Zovko geführte Dorfverein von der viertklassigen Oberliga bis in die 1. Bundesliga durchmarschierte. Nachdem die Mannschaft 1990/91 die Meisterschaft in der 2. Liga Süd erreicht hatte, folgte der Aufstieg in die damals zweiteilige Bundesliga. In der darauffolgenden Saison 1991/92 konnte der TV Eitra in der Südstaffel einen achten Platz erzielen und sich damit für die neu eingeführte eingleisige Bundesliga qualifizieren. 1992/93 erfolgte dann der Abstieg in die 2. Liga Süd. Mit dem neuen Trainer Hrvoje Horvat erfolgte der direkte Wiederaufstieg. Der TV Eitra konnte sich jedoch in der darauffolgenden Spielzeit 1994/95 nicht in der Klasse halten und stieg erneut ab. Bis 1997 spielte der Verein noch in der 2. Liga, danach konnte aber der Bundesligaspielbetrieb aus finanziellen Gründen nicht mehr weitergeführt werden.

## Bekannte ehemalige Spieler
- Chrischa Hannawald
- Michael Roth
- Ivan Majstorović
- Christian Piller
- Dirk Kelle
- Fred Radig
- Boris Jarak
- Goran Stupar

## Ehrungen
Der Verein wurde anlässlich des 100-jährigen Jubiläums 2010 mit der Silbernen Ehrenplakette des hessischen Ministerpräsidenten ausgezeichnet.